# كرتون نتورك (إيطاليا)
كرتون نتورك (بالإنجليزية: Cartoon Network)‏ هي قناة رسوم متحركة ترفيهية ناطقة باللغة الإيطالية تم إطلاقها في 31 يوليو 1996، وهي النسخة الإيطالية من القناة الأمريكية التي تحمل نفس الاسم المملوكة من قبل شركة وارنر براذر إنترماينت إيطاليا.

## الشعارات

أول شعار لقناة كرتون نتورك تم إستخدامه من 31 تموز 1996 إلى 11 أيلول 2006

ثاني شعار لقناة كارتون نتورك تم إستخدامه من 11 أيلول 2006 إلى 29 تشرين الثاني 2010

الشعار الحالي لقناة كرتون نتروك تم إستخدامه من 29 تشرين الثاني إلى يومنا هذا